# Dragă, am mărit copilul!
Dragă, am mărit copilul! (titlu original: în engleză Honey I Blew Up the Kid) este un film american de comedie științifico-fantastică din 1992 regizat de Randal Kleiser după un scenariu de Garry Goodrow, Thom Eberhardt și Peter Elbling. Rolurile principale au fost interpretate de actorii Rick Moranis, Joshua Shalikar și Amy O'Neill.
Este al doilea film din seria Dragă, am micșorat copiii, după Dragă, am micșorat copiii, fiind urmat de Iubito, ne-am micșorat pe noi (1997).

## Distribuție
- Rick Moranis – Wayne Szalinski, un inventator ciudat
- Marcia Strassman – Diane Szalinski, soția lui Wayne
- Lloyd Bridges – Clifford Sterling, președintele Sterling Labs
- Robert Oliveri – Nick Szalinski, fiul adolescent al lui Wayne și Diane
- John Shea – Dr. Charles Hendrickson, colegul avar al lui Wayne
- Keri Russell – Mandy Park, dădaca lui Adam și interesul amoros al lui Nick
- Ron Canada – șeriful federal american Preston Brooks
- Amy O'Neill – Amy Szalinski, fiica lui Wayne și Diane, plecată la facultate
- Daniel și Joshua Shalikar – Adam Szalinski, fiul de doi ani al lui Wayne și Diane
- Gregory Sierra – Terence Wheeler, membru al consiliului de administrație la Sterling Labs și aliat al Dr. Hendrickson
- Linda Carlson – vecină băgăcioasă #1
- Julia Sweeney – vecină băgăcioasă #2
- Michael Milhoan – Căpitanul Ed Myerson, pilot de elicopter
- Leslie Neale – Constance Winters